# Прохујало са вихором (филм)
Прохујало са вихором (енгл. Gone with the Wind) амерички је епски историјски љубавни филм из 1939. Заснован је на истоименом роману Маргарет Мичел. Филм је режирао Виктор Флеминг, продуцент је био Дејвид О. Селзник, а главне улоге играју: Кларк Гејбл, Вивијен Ли, Лесли Хауард и Оливија де Хевиленд. Филм је смештен на америчком југу у освит Америчког грађанског рата и доба реконструкције, а радња прати Скарлет О’Хари, ћерку власника плантаже из Џорџије, и њену љубавну потрагу за Ешлијем Вилксом.
Филм је имао проблематичну продукцију. Почетак снимања је одложен две године до јануара 1939. због Селзникове решености да обезбеди Гејбла за улогу Рета. Било је тешко изабрати глумицу за улогу Скарлет, а за ту улогу је интервјуисано 1.400 непознатих жена. Оригинални сценарио Сиднија Хауарда претрпео је многе ревизије од стране неколико писаца како би се свео на одговарајућу дужину. Првобитни режисер, Џорџ Кјукор, отпуштен је убрзо након почетка снимања, а заменио га је Флеминг, кога је заузврат накратко заменио Сем Вуд док је узимао одмор због исцрпљености. Постпродукција је завршена у новембру 1939, само месец дана пре премијере.
Добио је углавном позитивне критике након објављивања у децембру 1939. Кастинг је био нашироко хваљен, али је дуго време трајања филма критиковано. Добио је десет Оскара (осам такмичарских, два почасна) из тринаест номинација, укључујући освојене за најбољи филм, најбољу режију (Флеминг), најбољи адаптирани сценарио (постхумно додељено Сиднију Хауарду), најбољу глумицу (Вивијен Ли) и најбољу споредну глумицу (Хати Макданијел, која је постала прва Афроамериканка која је освојила Оскара). Поставио је рекорде по укупном броју победа и номинација у то време.
Филм је био изузетно популаран када је први пут објављен. Постао је филм са највећом зарадом снимљен до тог тренутка и држао је рекорд више од четврт века. Када се прилагоди монетарној инфлацији, ово је и даље филм са највећом зарадом у историји. Повремено је поново објављиван током 20. века и постао је укорењен у популарној култури. Иако је филм критикован као историјски негационизам, величајући ропство и милостиви приказ Конфедерације, приписује му се да је покренуо промене у начину на који су Афроамериканци приказивани у кинематографији. Прохујало са вихором се сматра једним од најбољих филмова свих времена, а 1989. године изабран је за очување у Националном регистру филмова Сједињених Држава.

## Радња
Године 1861, уочи Америчког грађанског рата, Скарлет О’Хара живи на породичној плантажи памука „Тара” у Џорџији, са својим родитељима, две сестре и њиховим бројним робовима. Скарлет сазнаје да ће човек кога воли, Ешли Вилкс, оженити своју рођаку, Мелани Хамилтон. На вереничкој забави следећег дана у Ешлијевој кући, на оближњој плантажи „Дванаест храстова”, Скарлет признаје Ешлију своја осећања, али је одбијена; уместо тога, она привлачи пажњу другог госта, Рета Батлера. Роштиљ је прекинут вестима о позиву председника Линколна за добровољце да се боре против Југа, а јужњаци журе да се укључе у одбрану Југа. У покушају да изазове љубомору код Ешлија, Скарлет се удаје за Меланиног млађег брата Чарлса пре него што он оде да се бори. Након Чарлсове смрти док је служио у војсци Конфедерације, Скарлетина мајка је шаље у дом Хамилтона у Атланти, где ствара сцену посећујући добротворни базар у својој црнини и плешући са Ретом, који је сада покретач блокаде за Конфедерацију.
Талас рата се окреће против Конфедерације након битке код Гетисбурга, у којој су убијени многи људи из Скарлетиног града. Осам месеци касније, док Атланту опседа војска Уније, Мелани се порађа уз Скарлетину помоћ, а Рет им помаже да побегну из града. При изласку из града, Рет одлучује да се бори, остављајући Скарлет да се сама врати на Тару. По повратку кући, Скарлет затиче Тару напуштену, али проналази свог оца, сестре и бивше робове Мами и Порка. Скарлет сазнаје да јој је мајка управо умрла од тифусне грознице, а да је њен отац полудео. На Тари коју су опљачкале трупе Уније и где су поља запуштена, Скарлет се заклиње да ће обезбедити опстанак себи и својој породици.
Док се породица О’Хара мучи на пољима памука, Скарлетин отац покушава да отера карпетбагера са своје земље, али пада са коња и умире. Са поразом Конфедерације, Ешли се такође враћа, али открива да је од мале помоћи на Тари. Када га Скарлет моли да побегне са њом, он признаје своју жељу за њом и страствено је љуби, али каже да не може да напусти Мелани. У немогућности да плати реконструкционистички порез наметнут Тари, Скарлет обмањује вереника своје млађе сестре Суелен, средовечног и богатог власника продавнице Френка Кенедија, да се ожени њом, говорећи да се Суелен уморила од чекања и да се удала за другог удварача. Френк, Ешли, Рет и неколико других саучесника врше ноћни напад на дивље насеље, након што је Скарлет нападнута док се сама возила кроз њега, што резултује Френковом смрћу. Убрзо након Френкове сахране, Рет запроси Скарлет и она прихвата.
Рет и Скарлет добијају ћерку којој Рет даје име Бони Блу, али Скарлет и даље жуди за Ешлијем и, ожалошћена због видног уништења њене фигуре, одбија да има више деце и да дели кревет са Ретом. Једног дана у Френковој пилани, Ешлијева сестра, Индија, види Скарлет и Ешлија како се грле. Гајећи снажну мржњу према Скарлет, Индија радосно шири гласине. Касније те вечери, Рет, након што је чуо гласине, приморава Скарлет да присуствује Ешлијевој рођенданској забави. Мелани, међутим, стоји уз Скарлет. По повратку кући са забаве, Скарлет затиче Рета пијаног и они се свађају око Ешлија. Рет љуби Скарлет против њене воље, изјављујући своју намеру да спава са њом те ноћи, и носи је у спаваћу собу.
Следећег дана, Рет се извињава због свог понашања и нуди Скарлет развод, што она одбија, рекавши да би то била срамота. Када се Рет врати са дужег путовања у Лондон, Скарлет га обавештава да је трудна, али долази до свађе која доводи до тога да она падне низ степенице и доживи побачај. Док се она опоравља, трагедија их поново погађа; Бони гине при покушају да прескочи ограду са својим понијем. Скарлет и Рет посећују Мелани, која је претрпела компликације услед нове трудноће, а сада је на самрти. Док Скарлет теши Ешлија, Рет се спрема да напусти Атланту. Схвативши да је то био он, а не Ешли, кога је заиста волела све време, Скарлет моли Рета да остане, али он је одбија и одлази у јутарњу маглу. Избезумљена Скарлет одлучује да се врати кући на Тару, обећавајући да ће једног дана вратити Рета.

## Улоге
| Глумац              | Улога                                                 |
| ------------------- | ----------------------------------------------------- |
| Вивијен Ли          | Скарлет О’Хара                                        |
| Кларк Гејбл         | Рет Батлер                                            |
| Лесли Хауард        | Ешли Вилкинс                                          |
| Оливија де Хавиленд | Мелани Хамитон                                        |
| Томас Мичел         | Џералд О’Хара                                         |
| Барбара О’Нил       | Елен О’Хара                                           |
| Евелин Киз          | Суелен О’Хара                                         |
| Ен Радерфорд        | Карин О’Хара                                          |
| Џорџ Ривс           | Стјуарт Тарлтон (Погрешно потписан као Брент Тарлтон) |
| Фред Крејн          | Брент Тарлтон (Погрешно потписан као Стјуарт Тарлтон) |
| Хати Макданијел     | Мами                                                  |
| Оскар Полк          | Порк                                                  |
| Батерфлај Маквин    | Приси                                                 |

## Продукција
Пре објављивања романа, неколико холивудских руководилаца и студија одбило је да направи филм по њему, укључујући Луиса Б. Мајера и Ирвинга Талберга из Метро-Голдвин-Мејера (MGM), Пандра Бермана из РКО пикчерс и Дејвида О. Селзника из Селзник интернашонал пикчерс. Џеку Ворнеру се свидела прича, али највећа звезда Ворнер броса Бети Дејвис није била заинтересована, а Дарил Ф. Занук из Твентит сенчури студиос није понудио довољно новца. Селзник се предомислио након што су га уредник приче Кеј Браун и пословни партнер Џон Хеј Витни позвали да откупи права на филм. У јулу 1936, месец дана након што је објављен, Селзник је откупио права за $50.000.

## Награде и номинације
Овај филм је учествовао на 12. додели Оскара.

### Награда Оскар
| Награда                                                   | Особа                             |
| Оскар за најбољи филм                                     | Селзник међународни филмови       |
| Оскар за најбољег режисера                                | Виктор Флеминг                    |
| Оскар за најбољи адаптирани сценарио                      | Сидни Хауард                      |
| Почасна награда - Оскар за животно дело (употреба колора) | Вилијам Камерон Мензис            |
| Оскар за најбољу глумицу у главној улози                  | Вивијен Ли                        |
| Оскар за најбољу глумицу у споредној улози                | Хати Макданијел                   |
| Оскар за најбољу сценографију                             | Лајл Вилер                        |
| Оскар за најбољу фотографију                              | Ернест Халер Реј Ренахан          |
| Оскар за најбољу монтажу                                  | Хал К. Керн Џејмс Е. Њуком        |
| Оскар за техничко достигнуће                              | Дон Масгрејв                      |
| Номинације                                                | Особа                             |
| Оскар за најбољег глумца у главној улози                  | Кларк Гејбл                       |
| Оскар за најбољу глумицу у споредној улози                | Оливија де Хевиленд               |
| Оскар за најбоље визуелне ефекте                          | Џек Козгров Фред Албин Артур Џонс |
| Оскар за најбољу оригиналну музику                        | Макс Штајнер                      |
| Оскар за најбоље миксање звука                            | Томас Т. Мултон                   |

## Чињенице
- Ово филмско ремек дело налази се на ИМБ листи 250 најбољих филмова целокупне светске кинематографије, због „културног значаја“ укључено је у Државни филмски регистар САД. Према оцени Америчког филмског института, заузима четврто место на листама „Сто година… сто филмова“ и „Десет најбољих епских филмова“, а према заради која премашује три милијарде долара сматра се најкомерцијалнијим остварењем у историји америчке седме уметности.
- Премијера у некадашњој Великој оперској кући у Атланти 15. децембра исте године привукла 300 хиљада људи, а тај дан у Џорџији био је проглашен за државни празник, док је градоначелник Атланте организовао тродневне параде и журке.[8] Грађани су носили сукње и шешире из тог доба, славећи прохујалу славу своје некадашње домовине.[9]
- Филм је 1982. године укључен, због свог културног значаја у „државни филмски регистар САД“ док га је Амерички филмски институт уврстио на листу 100 година 100 филмова.
- Виктор Флеминг је тек на половини снимања филма ангажовао енглеску глумицу Вивијан Ли да игра јунакињу Скарлет О’Хару. Иначе пре ње је најозбиљнија кандидаткиња била Полет Годар.
- Партнер харизматичне Вивијан био је Клерк Гебл, пошто је Гари Купер одбио да игра Рета Батлера. Купер је тада изјавио да ће то бити: „Највећи неуспех у историји Холивуда“.
- За улогу Скарлет пријавило је 1.400 глумица, па и Оливија де Хевиленд, која је ипак добила важну улогу Мелани.
- Филм је почео да режира Џорџ Кјукор, снимио је 17 минута, али је напустио филм јер је сматрао да сценарио „не функционише како треба“.
- Хети МакДанијел је била прва црна глумица која је била номинована за Оскара, који је и добила за најбољу женску споредну улогу Скарлетине дадиље Меми.
- Прва верзија филма је трајала више од четири и по сата, а касније је скраћена за 48 минута.[10]

## Занимљивости и скандали који су пратили филм
- Пожар у Атланти је била прва сцена која је снимљена. Како би добио праву слику пожара, МГМ је користио остатке неколико старих снимања, укључујући и врата из филма Кинг Конг.
- За потребе снимања пожара коришћено је свих седам постојећих Техниколор камера. Ватрена стихија је била висока преко 150 метара и покривала је површину од 16 хектара. За гашење ватре је било непоходно преко 56.000 литара воде.
- Рету није било дозвољено да каже реч "побачај" на снимању, па је направљена измена и уведена је реч "несрећа" непосредно пре Скарлетиног пада низ степенице.
- Боја очију Вивијен Ли је плава, али је боја измењена тако да Скарлет на филму има зелене очи.
- Селзник је желео да најмање 2.500 статиста глуми мртве и рањене војнике Конфедерације на крају рата, но у то време могао је да скупи само 1.500. На крају је наручио још 1.000 лутака које су около поређане, како би представиле патњу и муке страдалих војника.
- Кларк Гебл их је преклињао да га не снимају како плаче пред камером. Пред крај филма, Мелани благо саопштава Рету да је Скарлет изгубила бебу, након што је Рет избегао ударац, због ког је Скарлет пала низ степенице. Вест је требало да расплаче Рета, али холивудски суперстар Кларк Гебл се плашио да ће то уништити његов имиџ мачо мушкарца. Претио је чак да ће напустити снимање.
- На почетку филма, у рани сумрак, Скарлет шета са својим оцем, док иза њих "гори" Сунце и пресијава се прелепо имање Тара. Нико није знао како да овај ефекат постигне. Технологија тих дана није дозвољавала ефекте које је данас лако постићи. Зато је екипа филма унајмила математичаре и инжењере са Универзитета Калифорнија у Лос Анђелесу, који су смислили начин како да ово постигну.[11]